# عثمان بن حويرث
عثمان بن الحويرث بن أسد بن عبد العزى بن قصي هو أحد الحنيفين الأربعة الذين تركوا عبادة الأصنام في الجاهلية قبل البعثة النبوية وهم: ورقة بن نوفل وعبيد الله بن جحش وزيد بن عمرو بن نفيل، بالإضافة لعثمان بن حويرث. ذكرهم ابن إسحاق حيث قال بعضهم لبعض: تعلموا والله ما قومكم على شيء لقد أخطأوا دين إبراهيم، ما حجر نطيف به لا يسمع ولا يبصر ولا يضر ولا ينفع؟ يا قوم التمسوا لأنفسكم دينا فإنكم والله ما أنتم على شيء، فتفرقوا في البلدان يلتمسون الحنيفية، دين إبراهيم.

## قصته مع قيصر
قدم على ابن جفنة ملك الشام لكنه طرده بعد ذلك فانطلق حتى قدم على قيصر، لكن ابن جفنه كاد له ويظن أنه قد سقاه سما فمات.
وفي مصدر أن عثمان بن الحويرث قد قدم على قيصر، ملك الروم فتنصَّر وحسنت منزلته عنده.
رثاه ابن عمه ورقة بن نوفل بشعر قال فيه: